# C. G. 안드레
카를 크리스토페르 게오르그 안드레(덴마크어: Carl Christoffer Georg Andræ, 1812년 10월 14일~1893년 2월 2일)는 덴마크의 수학자, 정치인이다.
1842년부터 1854년까지 덴마크 국립 군사 대학에서 수학과, 공학과 교수로 근무했으며 1853년에는 덴마크 과학 아카데미 회원으로 선출되었다. 1850년 1월 30일부터 1852년 8월 3일까지 덴마크 의회 의장을 역임했고 1854년 12월 12일부터 1858년 7월 10일까지 덴마크 재무부 장관을 역임했다. 1856년 10월 18일부터 1857년 5월 13일까지 제5대 덴마크의 총리를 역임했다.